# Uljanauka (przystanek kolejowy)
Uljanauka (biał. Ульянаўка; ros. Ульяновка) – przystanek kolejowy oddalony o 2,8 km od miejscowości Buda, w rejonie starodoroskim, w obwodzie mińskim, na Białorusi. Położony jest na linii Osipowicze – Baranowicze.